# ジュビリー (マーベル・コミック)
ジュビリー（本名ジュビレーション・李）は、マーベル・コミックのスーパーヒロインである。作者クリス・クレアモントと画家マーク・シルベストリによって作られ、彼女は1989年8月の『アンキャニィX-MEN』#244で初登場した。
ジュビリーのミュータント能力は、爆発性のエネルギーの火花を生成する能力である。十代のモールラットで彼女は1990年代のX-メンメンバーでは最年少であり、しばしばウルヴァリンのサイドキックとなって活躍した。彼女は最終的にX-メンのジュニアチーム、ジェネレーションXに参加した。
彼女は1990年代のX-メンのアニメシリーズでは中心的なキャラクターだった。

## バイオグラフィー
ジュビレーション・リーはカリフォルニア州ビバリーヒルズに生まれ、裕福な移民の両親と共に暮らしていた中国系アメリカ人の少女である。才能に恵まれた体操選手であり、彼女はオリンピックに参加できる程の潜在能力を持っていると信じられていた。しかし、彼女の人生は暗殺者レノとモロカイによって両親を殺された事によって滅茶苦茶になった。
ジュビリーは孤児院に送られたが、そこを逃げ出してハリウッドのショッピングモールに隠れ、生き残る為に食料を盗んでいた。彼女が自身のミュータントパワー（相手の目を眩ませ、爆発するエネルギーの花火を作り出す能力）を初めて見出したのは、ショッピングモールの警備員から逃げている最中だった。警備員から逃げるストレスが彼女の能力の発動を引き起こし、暴発したエネルギーはモールの一部を吹き飛ばした。これは追っ手を完全にまごつかせ、彼女は窮地を脱した。花火を作り出すという自分のミュータント能力を知った彼女は、この能力でモールの客達を楽しませれば、お金を稼ぐ事が出来ると思い立った。なおこの能力は現在では喪失しており、さらに近年では様々な事情から自身が吸血鬼となってしまった（＝吸血鬼特有の破壊衝動を抑えきれなくなることが度々ある）ため、ウルヴァリン達と距離を置くことも多くなった。
少女の反抗的な性質とパワフルな光のショーに業を煮やしたモールは、彼女を捕える為にミュータントハンター、M-Squadを雇った。ジュビリーはM-Squadのエネルギートラクタービームの照射に持ちこたえていたが、最後には彼らに捕われてしまう。彼女はたまたまモールに買い物にきていたX-メンのメンバー（ダズラー、サイロック、ローグ、ストーム）によって救出された。ジュビリーは恩人である彼らをしばらく尾行し、彼らについていった。
気が付くと彼女は自分がオーストラリアの奥地にあるX-メンの一時的な基地にいる事を知った。彼女はX-メンがその基地を捨て、彼らの敵であるリーバーズがウルヴァリンを捕獲するまで隠れていた。地下基地でのジュビリーの存在を知っていたのは、ハリウッドモールへの入り口を作り出す事が出来るゲートウェイ（瞬間移動のゲートを作り出す能力を持ったアボリジニの老ミュータント）だけだった。基地に隠れ住む間、彼女は食べ物を盗み、また幾人からのX-メンから衣装を拝借し、自分の一時しのぎの服を作った。彼女はサイバネティック・ドッグから攻撃を受け、この獣を吹き飛ばして身を守る能力を使う事を余儀なくされた。このときジュビリーは、自分の力が他者にダメージを与える事が出来ることに初めて気が付いた（しかし後付けの設定では初めて能力が発現した際に彼女は似たようなスケールの破壊を引き起こした事になっている）。
基地のある地下洞窟を彷徨するうちにジュビリーは、X型の十字架に拘束され、リーバーズから拷問を受けるウルヴァリンを見つけて驚き、またぞっとした。リーバーズは間近に迫った嵐から避難する為にウルヴァリン（とジュビリー）を残したまま拷問を切り上げた。ジュビリーはウルヴァリンを助けたいと言う衝動と、リーバーズに捕えられた場合の恐怖で板挟みになった。
やがて嵐が到来し、バーサーカーレイジに突入したウルヴァリンは、拷問中に十字架に釘で打ち付けられていた腕を無理矢理引きはがし、地面に倒れた。その様を見ていたジュビリーは、ウルヴァリンを助ける事に決め、コンプレックスを抱えたまま彼を自分の隠れ処へと連れていき、彼の回復に全力を尽くした。リーバーズによって繰り返し残忍な扱いを受け、また厳しい自然環境や食料と水の欠乏に何日もさらされたことでウルヴァリンのヒーリングファクターは限界まで酷使されていた。そのためウルヴァリンは、通常のように素早い身体の修復ができなかったのである。
戻ってきたリーバーズがウルヴァリンの所在を突き止めようとしたため、二人は避難所を放棄せざるを得なかった。なんとか窮地を脱した二人は、マドリプールへ向かった。
後にジュビリーは、ウルヴァリンと一緒に世界中のミッションに同行するようになったが、アメリカのジャンクフードと贅沢品が大好きな彼女はサバイバル旅行は苦手であると公言している。
金銭目当てでなく、善意で巻き込まれた場合はウルヴァリンの戦闘を手伝っていた。彼女自身は忍者集団ザ・ハンドを非難しており、東洋のヴィラン、マンダリンの城の一角を彼女とウルヴァリン、サイロックが捕虜となったときに吹き飛ばしている。

### ウルヴァリンとX-メン
ウルヴァリンはジュビリーをエグゼビア教授に預け、教授は少女を暖かく歓迎し、彼女とウルヴァリンは父親とその娘のような関係を互いに発展させていく。ジュビリーは親の指導を必要としており、ウルヴァリンは子供の平穏と楽しみを必要としていた。このような関係によって、ジュビリーはウルヴァリンの非公式のサイドキックと看做されている。この二人組は、ミュータント捕獲ロボット「センチネル」、オメガレッド、セイバートゥース、モジョー（下記アブシッサや他のバージョンを参照の事。）、そしてサウロンを倒す為に結成された。彼らはジュビリーの両親を殺したレノとモロカイとも対峙した。ジュビリーは彼らを殺したかったが、ウルヴァリンはそうしないように彼女に言った。ジュビリーはウルヴァリンとケーブルともチームを組んだ事がある。
ジュビリーはX-メンを自分の家だと考えており、X-メンのブルーチームに編入された事もある。彼女はモンド、シャイア帝国、スクラル人、寄生生命体ブルードなどとの戦いで仲間のミュータント達を手当てした。最後の3つで彼女は、多くのパワフルな存在と対峙し、しばしばX-メン仲間や無辜の人々を助けるのに重要な役割を果たした。
彼女はXチームのメンバーのほとんどと親しい。ビーストにおんぶしてもらって彼の跳躍力を楽しんだ事もあり、エグゼビア教授が歩けるようになった時には彼をローラーブレードに連れ出したこともある。彼女はシャドウキャット（かつて同じような境遇にいた）とウルヴァリンについて話す機会があった。彼女はイリアナ・ラスプーチン（コロッサスの妹。コードネームはマジック）と親友になった。ジュビリーはイリアナを失った悲しみをX-メン、とりわけジーン・グレイと分かち合った。
ジュビリーはジェノーシャに誘拐されたニュー・ミュータンツの幾人かを救出するミッションに参加した。彼女は本隊と別れて行動し、メルトダウンとリクターを発見した。彼らは他のX-メンと合流するまでジェノーシャのストリートで生き延び、最終決戦に参加した。

### DC vs. Marvel
「マーベル・ヴァーサス・DC」のストーリーで、ジュビリーは他のマーベルヒーローと共にDCコミックスのヒーローと戦った。
ジュビリーは、ロビン（ティム・ドレイク）と戦うことになった。しかし二人は戦いたがらず、いやいや行った戦いの後ロマンティックな関係になった（ロビンが勝利した）。
後に二人はアマルガム・コミックスの世界で、ダーククロウ（ウルヴァリンとバットマンの融合した存在）のサイドキック、スパロウとなった。
アマルガム世界が再びマーベル世界とDC世界に分離した後、ジュビリーは二つの世界の亀裂が閉じても、ロビンのことをずっと覚えている事を誓った。
後日譚である『DC/Marvel:All Access』では、二つの世界を行き来するキャラクター、アクセスの助けを借りて、彼女は遂にロビンと再会した。しかし彼はDC世界でガールフレンド、Ariana Dzerchenkoとの関係が続いている事を認めた。トゥーフェイスに付け狙われている事に気付いた二人は共闘し、かつてのDistrict Attorneyを倒した。

### ジェネレーションX
マンションでのストレスに休養の必要を感じて、ジュビリーはジェネレーションXとして知られる新たな10代のミュータントグループに志願した。チームは、バンシーとエマ・フロストに導かれ、主にジュビリー、ハスク、シンク、M、チェンバー、スキン、ペナンスの7名から構成されていた。
バンシーとエマ・フロストはティーンエイジャー達に学校の科目で格闘とフィールドスキルも教育していた。ジュビリーと他のミュータントは自身のもつ独特の能力に磨きをかけ、時にはジャガーノートやオメガレッド、そして最大の敵であるエンプレートらと戦った。ジュビリーはX-メンとの経験を複数の戦いに役立てた。エンプレートとの戦いでは、彼女は自分の能力を吸い上げられながらもエンプレートを挑発して怒らせ、エンプレート自身に彼が奪った能力のコントロールを失わせて自爆させた事もある。エンプレートとの最後の対決では、彼を倒す為にプラウドスターホールを吹き飛ばした。他のチームメイトはアイスマンが氷の盾でカヴァーしたため、大爆発を生き延びる事が出来た。
マサチューセッツ学園にいる間、ジュビリーは「オペレーション・ゼロトレランス」事件のなかでバスチオンに誘拐され人質とされた。彼女はかなりの長期間にわたり彼の精神探査に抵抗して、X-メンについての情報を守り通した。最終的に彼女はバスチオンの助手だった女性ダリアの助けを借りて脱出に成功した。脱出後、砂漠を彷徨う彼女はプライムセンチネル（人間を改造した対ミュータントロボット）から攻撃を受けるが、最後にはウルヴァリンによって救助された。彼はジュビリーがジェネレーションXに戻れる程度に回復するまで古巣であるX-メンに慰留した。
ジェネレーションXでの最も重要なミッションは、彼女の両親の死における真の黒幕、ハンター・ブラウンを発見した事である。持ちうる全ての力と技術を使い、友人とチームメイトの助けも借りて、ブラウンをどうにか取り押さえた。彼女の家族を破壊したブラウンに相対した彼女の能力は激烈な怒りで大きく燃え上がった。しかしジュビリーはその男を殺さず、彼の財産の詰まった倉庫を爆破して、当局に逮捕させた。

### ジェネレーションX以後
ジェネレーションXの解散後、ジュビリーはロサンゼルスにチームメイトのスキン（アンジェロ・エスピノサ）と演技の仕事をする為に共に引っ越した。彼女は不幸にも典型的なアジア人役割を振られ、後には彼女の代理人は彼女を誘惑しようとしたため、パワフルなプラズマブラストで彼を吹っ飛ばした。
この頃、彼女はバンシーの軍国主義的なXコープチームでかつてのチームメイトのハスクとMと共に高い地位を与えられた。3人の若い女性は彼を見守ろうとためらいつつも参加した。Xコープスでの活動中にジュビリーは敵の目を眩ませる事で暴動を防いだ事がある。ジュビリーとハスクはステイシーXの助けを借りて、なんとかブロブを倒し、ミスティークからバンシーを助け出した。
ジュビリーはスキンと共にロサンゼルスに戻ったが、二人は（マグマや他のミュータントと共に）チャーチ・オブ・ヒューマニティーに誘拐されXマンションの前の芝生に磔にされた。エンジェルのヒーリングブラッドのおかげでジュビリーやマグマたちは攻撃から立ち直れたが、スキンは幸運ではなかった。ジュビリーは友人のスキンを失った事でいささか憂鬱になり、ハスク（ペイジ・ガスリー）と再会した。二人はエンジェルと共にスキンの葬式に参列した。墓守が墓地にミュータントを埋葬する事を許さず、彼はスキンを火葬して事務的にジュビリーにスキンの灰を手渡した。その時から、ジュビリーはナイトクロウラーとハボックのアンキャニィチームとの幾つかのミッションに同行したのみで、サイクロップスは精神的な休養が必要と決めアクティブロスターから外した。

### L.A. and Aunt Hope
ジュビリーは長く行方不明になっていた親戚・ホープおばさんから連絡を受けた。ホープはジュビリーを養子にし、ロサンゼルスの自宅に引き取る事に決め、それはジュビレーションのマンション暮らしにより必要とされる多くの休養を与えた。ジュビリーはペイトン・ノーブル・ハイスクールにおもむき、ピア・アドバイザーとなった。彼女は校内でのいくつかの喧嘩に割って入り、能力を見せた事によって叱責を受けた。彼女はシェイン・シューターという名のミュータントと友達になり、彼がギャングのリーダーを倒すのを手助けした。ジュビリーにとって不幸だったのは、彼女のおばが犯罪組織に捕えられたことだ。それというのも彼女が暗殺者だった為だ。ウルヴァリンがジュビリーを訪ねている間、二人はホープ（と彼女の執事ブラッド）と共にホープのかつてのボスと戦った。ホープは激しい爆発に巻き込まれ、死んだようであり、取り乱したジュビリーはウルヴァリンと共にマンションへと戻った。
エグゼビアの元を離れLAに向かっていたジュビリーはスカーレットウィッチによる魔法で能力を失った多くのミュータントのうちの一人であった。ニューヨークに住んでいる間、能力を失った事により、リベラルムーブメントの集団に巻き込まれた。
ジュビリーはロサンゼルスの能力を失ったミュータントの為のhalf-way ハウスで再び現れた。ウルヴァリンはニューヨークで自分の友人を捜しているうちに偶然彼女と出会った。ジュビリーは能力を失ったミュータント達の為の施設で働いていた。彼女は幾人かの能力を失ったミュータント達を避難させたが、ウルヴァリンが戦っている最中にオメガレッドとその取り巻きに攫われた。
ウルヴァリンはどうにかしてS.H.I.E.L.D.をオメガレッドとジュビリーを探し出す為の囮として使ったが、彼女は胸部にトゲによる深い傷を負っていた。'Savior' arcはウルヴァリンが自身の身柄とジュビリーの身の安全と治療を引き換えにして終わった。彼女は最後にS.H.I.E.L.D. 諜報員たちによってメディカルユニットに搬送される姿が確認されている。
2007年7月、New Warriors誌にて、スーパーヒューマン登録法が施行されたマーベルユニヴァースのアメリカで、あえて政府に組せずヒーロー活動を行なうナイトスラッシャーの新生ニューウォリアーズの中心メンバーとして再登場。能力を失ったエグゼビア学園の後輩ウィンドダンサーを勧誘、8月にはウルヴァリンと再会する。

## 能力
ジュビリーは、指先からエネルギーを放出して、明るく輝く小さな火球（彼女はそれを「花火」と呼んでいた）を発生させる能力を持つ。彼女はこの花火の動きや形状をコントロールでき、花火は彼女の思考の通りに進み、ボール状や線状などの様々な形態になり、思い通りの色彩や強度で爆発する。爆発の強さは、人の目をしばらくの間くらませるカラフルだが害のない閃光から、物体を粉々にする破壊的な爆発まで調節できる。また彼女自身は自らに傷を負わせることなくこの花火を吸収する事が出来る。
ジェネレーションXチームの教官だったエマ・フロストによれば、ジュビリーは「素粒子レベルで物を爆発させる程の未知なる潜在能力を持っており、核融合爆弾にも等しい」としており、「彼女は無限の潜在能力を持っており、今まで出会ったミュータントの内でも最もパワフルな一人である」と述べている。
登場して間もない頃、ジュビリーはテレパシーに対する免疫を示していたが、この設定は間もなく忘れられた。彼女はセンチネルのプローブやサイキックによるスキャンから自分を隠す為にこの免疫能力を使用している。
ジュビリーは才能に恵まれた体操選手であり、荒んだ生活を送っていた頃にはショッピングモール内の様々な店からの窃盗に、またX-メンのオーストラリア基地では追っ手を振り切る為に、このスキルを使っていた。
近接格闘もまた平均以上であり、ザ・ハンドの忍者と格闘戦を演じて生き残っている。また彼女は、ジェネレーションXチームの中でも強いリーダーシップを示しており、行動隊長だったバンシーから何度もフィールドコマンダーの役を与えられていた。
またディスカルキュリア（dyscalculia：算数障害）であるとの言及もある。

## 他のバージョン

### ニューミュータント
the New Mutants Annual #2 (1986)ではモジョーがブラットパック（ロングショットの友人である3人の子供）を誘拐し、彼らを大人のスーパーヒーローへと変えた。3人のうちの一人がブロンドの白人の少女ダリアで、ジュビリーとなった。彼女の力はアジア系アメリカ人のジュビリーと同一である。しかしコミックの終わりまでに、ダリア（そして他の二人）は能力のない元の子供に戻った。

### アブシッサ
別のタイムラインではモジョーはビッグクランチ（時間の終わりで、全てのmatterの崩壊。新たなビッグバンを引き起こす。）を止めようとした。ジュビリーは彼にやめるようにいい、彼女は彼の奴隷となった。アブシッサ（Abcissa）という新たな名前を与えられ、彼女の力は身体から多くの鎖を産み出し、コントロールするものとなった。アブシッサとモジョーはジュビリーを誘拐し、モジョーの奴隷にすべくクランチに連れて行った。ジュビリーは拒絶しアブシッサの存在はない物となった。ウルヴァリンが駆けつけ、モジョーは打ち負かされた。

### MC2
MC2ではジュビリーはX-ピープルと呼ばれるミュータントヒーローチームのリーダーである。彼女はA-ネクスト（未来世界のアヴェンジャーズ）の一員でもある。しかし、ジュビリー自身が活動しているというより他のヒーローに渋々協力しているらしい事が明らかとなっている。彼女は明らかに集団内で予備の人員のままであり、幾つかの機会でそれらに参加している。彼女は散発的にスパイダーガールシリーズや関連するミニシリーズに登場している。

### エイジ・オブ・アポカリプス
エイジオブアポカリプスではジュビリーはガンビット率いる義賊の集団Xターナルズの一員である。彼女はエクスターナルと共にシーア帝国へエムクランクリスタルを盗みにいった。

### ミュータントX
ミュータントXでは、ジュビリーはヴィランチーム・マローダーズのリーダーであり、チームのコントロールに苦労していた。マローダーズがブラッドストームと一戦を交えた後、ジュビリーは激しく傷ついていた。

### デイズ・オブ・フューチャーパスト
デイズオブフューチャーパストではジュビリーは生き残った最後のX-メンのうちの一人で、集中キャンプに捕われていない数少ないミュータントの一人であった。彼女は恋人のシンクと共にハリウッドの廃墟で暮らしていた。

## 他メディア

### テレビ
- 1992年のX-メンアニメシリーズではジュビリーの声優はアリソン・コート。日本語吹き替え版は平松晶子（テレビ東京放送版）、世戸さおり（トゥーン・ディズニー放送版）。ジュビリーはオリジナルアニメシリーズのメインキャラの一人で、多くの放送されたシーズンのエピソードのほとんど全てに登場していた。ウルヴァリンとして知られるローガンとは代理の父娘関係を保っており、彼は彼なりの荒々しい方法で彼女を溺愛していた。あるエピソードではローガンは車の運転の仕方さえも教えている。
- アニメシリーズ『スパイダーマン』の2本のエピソードにも登場。声はX-メンアニメシリーズと同じくアリソン・コート。こちらの日本語吹き替え版は黒河奈美。
- 1996年のテレビ映画ジェネレーションXではヘザー・マコーム（中国人ではない）が演じた。映画ジェネレーションXでのジュビリーのキャラクタは幾度か能力を発揮するシーンがあり、メインキャラの一人だった。
- 2001年のアニメX-メン:エボリューションではニューミュータンツの一員としてたまに登場した。キアラ・ザンニが声を担当した。

### 映画
- X-メン映画三部作にも登場しており、『X-MEN』ではKatrinaa Floreceが、『X-MEN2』と『X-MEN:ファイナル ディシジョン』ではキー・ウォンが演じている。『X-MEN』では、エグゼビアとストームの教室での幾つかのカメオシーンに留まっているが、ストームとローグに話しかける削除シーンが存在する。『X-MEN2』では、博物館での削除シーンに登場しており、能力について簡潔に紹介していた。ストームとナイトクロウラーが救出した6人の若いミュータントの中にもおり、ストームの名前が呼ばれるのを聞いて、X-メンと共に安全に脱出する様子や、Ｘジェット内にいる様子がうかがえる。最後の教室でのシーンにも登場し、エグゼビアに短く話している。『ファイナル ディシジョン』での出番はかなり限られている。映画の最初の十分以内に登場し、教室で座っている。この作品では話している場面がなく、初期の噂と正反対に映画内で能力を全く見せていない。
- 『X-MEN: アポカリプス』にも登場し、ラナ・コンドルが演じている。エグゼビアスクールの生徒として何カットも登場しておりセリフもあるが、名前を作中で呼ばれることはない。能力を使うシーンはディスク収録の未公開シーンのみで、スコット達とゲームセンターで遊ぶ際にコインを投入せず、彼女が投入口に手をかざしてクレジットを誤魔化している。しかしディスクには、新配役キャラの1人としてコンドルのコメントも収録されている。

### ビデオゲーム
ジュビリーは幾つかのX-メン関連のビデオゲームに登場している。
- 彼女はマーベルvsカプコンの選択可能なヘルパーで敵に幾つかの花火を投げつける。アリソン・カートが声を担当している。
- 彼女はまたウルヴァリンのNES向けのゲームで隠れヘルプキャラクターであり、ウルヴァリンにより長い時間水中で息が出来る装置を与えている。
- 彼女は過去の他の2本のX-メンのゲームでプレイヤブルキャラクターだったらしいがそれらは全世界に発売される前にキャンセルされた。片方はメガドライブ向けのX-ウーメンと呼ばれる物で、ストーム・ローグ・ジーンそしてジュビリーがプレイヤブルキャラクターとして登場した。もう片方はPCタイトルでジュビリーはジェネレーションXのギアに身を包んでいる。
- 最近ではジュビリーはX-メンレジェンズのプレイヤブルキャラクタとして登場しており、『素晴らしき日々』のダニカ・マッケラーが声を担当した。X-メンレジェンズではジュビリーはゲーム中でのX-マンションで話しかけるまでの最初期はunlockedである。

## 出版物の歴史
ジュビリーにはロサンゼルスを舞台にした自分自身の自身の名を冠したシリーズがある。
マーベルのチーフエディタ、ジョー・ケサーダによれば、ジュビリーと友人達は2007年7月の新たなマーベルの計画に現れるようだ。このプロジェクトはファンを喜ばせる物になりそうで、ジョー・ケサーダ自身もかなり意欲的であるようだ。 (newsarama.com, Joe Fridays #14)Joe Qはまたジュビリーはこのプロジェクトのリードキャラクターになり、彼女をマーベルユニバースのなかで中心的なキャラクターにする大きな計画もあると述べた事もある。
しかし、ジョー・ケサーダによるとジュビリーはミュータントの力を取り戻すわけではないようだ。彼はキャラクターについて特に "I can tell you here that she will remain powerless for the foreseeable future."（彼女はしばらくは無能力のままだろうと言う事が出来る。）と言った。